# Misurino (zoologia)

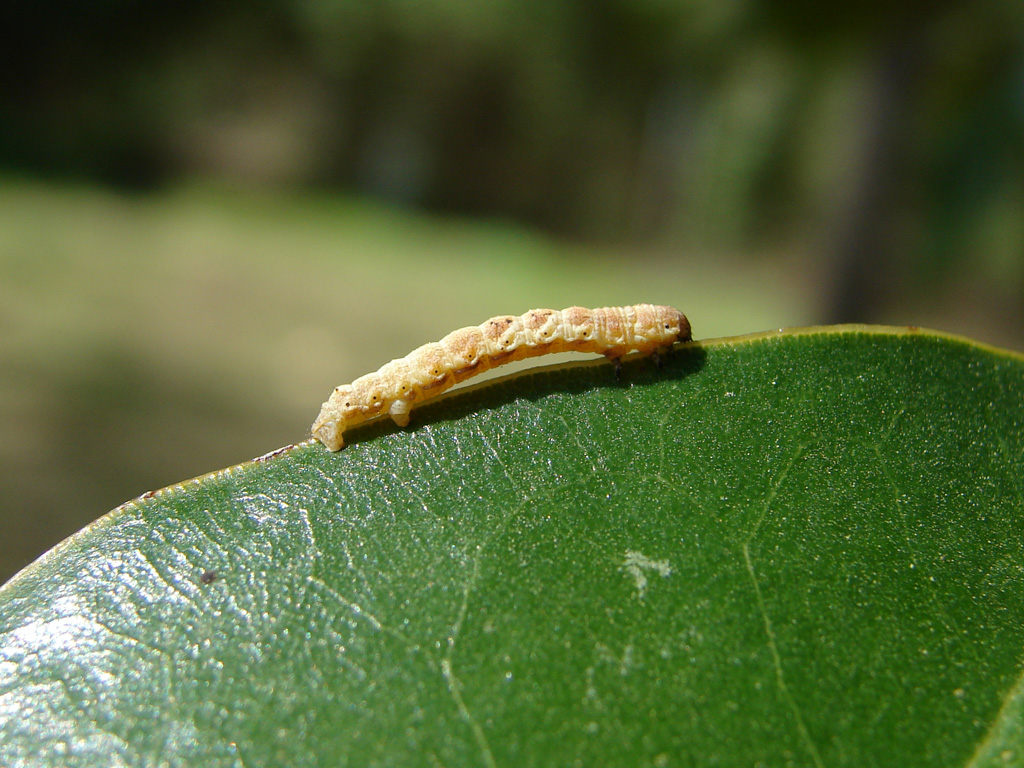

Misurìno o bruco geometra è il nome comune con cui vengono indicate le larve delle farfalle geometre (Geometridae).
Il nome deriva dalla particolare andatura di questi piccoli bruchi. Essi, avendo soltanto due paia di pseudozampe nella zona addominale, procedono avvicinando prima la parte posteriore del corpo alla testa e, successivamente, protendendo in avanti quella anteriore, con un incedere detto a compasso, poiché sembra che l'animale misuri a spanne la distanza che percorre.